# Тушенка (река)
Тушенка (устар. Тукшумка) — река в России, протекает по Сенгилеевскому району Ульяновской области. Истоком реки является родник в овраге Крутой. Течёт преимущественно на восток. Река впадает в Куйбышевское водохранилище в городе Сенгилей в 1570 км от устья по правому берегу Волги. Длина реки составляет 12 км, площадь водосборного бассейна — 43,2 км².

## Этимология
Вероятно, название появилось как звукоподражание татарскому слову туку (долбить, стучать), по смыслу близко к русскому названию Гремучая.

## Данные водного реестра
По данным государственного водного реестра России относится к Нижневолжскому бассейновому округу, водохозяйственный участок реки — Куйбышевского водохранилища от посёлка городского типа Камское Устье до Куйбышевского гидроузла, без реки Большой Черемшан. Речной бассейн реки — Волга от верхнего Куйбышевского водохранилища до впадения в Каспий.
Код объекта в государственном водном реестре — 11010000512112100004703.